# Barros Carvalho
Antônio de Barros Carvalho, mais conhecido como Barros Carvalho (Palmares, 12 de fevereiro de 1899 — Recife, 3 de setembro de 1966), foi um proprietário de terras e político brasileiro. Foi deputado federal e senador pelo estado de Pernambuco.

## Primeiros anos
Filho de José de Carvalho e Albuquerque e de Francisca de Barros Carvalho, formou-se pela Faculdade de Farmácia e Odontologia de Recife, mas desde cedo interessou-se por assuntos econômicos, financeiros e fiscais, área onde se especializou.
Proprietário de terras em Palmares, foi fiscal do imposto de consumo, em Pernambuco, Rio Grande do Sul, Minas Gerais, São Paulo e Rio de Janeiro e mais tarde superintendente de fiscalização dos impostos federais.
Foi assessor técnico do Ministro da Fazenda Artur de Sousa Costa, de 1934 a 1945, tendo elaborado diversos projetos, como a Lei do Solo, do imposto de renda e do imposto de vendas e consignações.
Durante o Estado Novo, foi redator do Diário de Pernambuco e diretor do Jornal Pequeno. Mais tarde, colaborou com o Estado de Minas e o Diário de São Paulo, como jornalista.

## Carreira política
Filiado à UDN, elegeu-se primeiro suplente de deputado federal por Pernambuco em dezembro de 1945, ocupando uma cadeira na Câmara entre dezembro de 1945 e dezembro de 1947.
Em 1950 elegeu-se deputado federal pela coligação UDN-PTB-PR-PRP-PL.
Pelo grande prestígio que tinha entre os trabalhadores, foi convidado por Getúlio Vargas a ingressar no PTB. Aceitando o convite, foi reeleito por seu novo partido em 1954, pela coligação PTB-PST.
Em outubro de 1958 elegeu-se senador e ao mesmo tempo reelegeu-se deputado federal, optando pelo cargo de senador.
Em 1960 foi nomeado Ministro da Agricultura por Juscelino Kubitschek, ficando no cargo até o fim do mandato presidencial, em janeiro de 1961.
Acompanhou João Goulart na visita à República Popular da China em agosto de 1961, quando da renúncia de Jânio Quadros. Permaneceu com o vice-presidente em Paris, durante o desenrolar da crise, retornando com o mesmo em setembro, entrando pelo Rio Grande do Sul, com o apoio do então governador Leonel Brizola, que liderava a Campanha da Legalidade.
Foi contrário ao Ato Adicional nº. 4, de 2 de setembro de 1961, que estabelecia o parlamentarismo no país, mas apoiou o ato como forma de dar posse a João Goulart. Defendeu então a antecipação do referendo sobre o sistema de governo, que acabou sendo aprovada na votação de setembro de 1962, sendo enfim realizado o referendo em 6 de janeiro de 1963, ocasião em que a população decidiu pelo retorno ao sistema presidencialista.
Foi líder do PTB no Senado de 1962 a 1965 e líder da maioria (PTB e PSD) em 1963 e 1964.
Era tio de Marcos Freire, que foi senador por Pernambuco entre 1975 e 1983, presidente da Caixa Econômica Federal e Ministro da Reforma Agrária, e tio-avô de Luís Freire, que foi deputado federal por Pernambuco em 1987 – 1988 e prefeito de Olinda de 1989 a 1992. Era tio do jurista Paulo de Barros Carvalho.